# Magyarország ljubljanai nagykövetsége
Magyarország ljubljanai nagykövetsége (szlovénül: Veleposlaništvo Madžarske Ljubljana) Magyarország és Szlovénia kapcsolatainak egyik kiemelt intézménye. A magyar külképviseletek fiatalabbjai közé tartozik a nagykövetség, 1993-ban nyílt, a függetlenségét két évvel azelőtt elnyerő Szlovéniában. A követség Ljubljana Šentvid negyedében, az ulica Konrada Babnika 5. szám alatt található, a nagykövet 2020 májusa óta Dávid Andor Ferenc.

## Története
Szlovénia 1991-ben vált ki Jugoszláviából, Magyarország 1992. január 16-án létesített diplomáciai kapcsolatot az új állammal, a nagykövetség 1993. február 12-én nyílt meg. Első nagykövetünk Balogh István volt. Az 1996-ban készült el a követség és a rezidencia új épülete, ami a rendszerváltás utáni magyar külügynek jelentős tehertétel volt. A korabeli sajtóhírek szerint 290-300 millió forintot felemésztő ingatlanberuházás alkalmat adott az 1994-es kormányváltás után politikai csatákra is.
2014-ben Lendván konzuli iroda nyílt, amit 2016 őszén főkonzulátusi rangra emeltek. 2016 januárjában nyílt meg a nagykövetség kulturális központja a Balassi Intézet szervezésében, s működik mindmáig Ljubljanai Balassi Intézet néven.